# The Penalty (película de 1915)
The Penalty es un cortometraje de Ray Myers.

## Otros créditos
- Color: Blanco y negro
- Sonido: Muda

- Datos: Q9086999